# Richardson Dilworth
Pour les articles homonymes, voir Dilworth (homonymie).
Richardson K. Dilworth (né le 29 août 1898, mort le 23 janvier 1974) est un homme politique américain démocrate.
Il a été maire de Philadelphie lors de deux mandats entre 1956 et 1962.